# Ca trù
Le Ca trù (歌籌) est une forme de poésie chantée de la musique vietnamienne pratiquée au nord du pays depuis le XIe siècle.
« Le chant Ca trù » a été inscrit en 2009 par l'UNESCO sur la liste du patrimoine immatériel nécessitant une sauvegarde urgente car les musiciens de Ca trù sont pour la plupart âgés et leur nombre est en diminution.

## Histoire
Le Ca trù est officiellement apparu sous la dynastie Lý au XIe siècle. Au départ il était appelé Hát Khuôn et était joué lors des rites royaux ou religieux. Plus tard le style s'est répandu dans divers événements comme les banquets ou mariages sous le nom Hát Hàng Ho. Le Ca trù utilisait des castagnettes en bambou comme principal instrument et les spectateurs accompagnaient le chanteur avec des toms. Ca Trù est aussi nommé Hát Nhà Trò, Hát Thưởng, Hát Cửa Quyền, Hát Cửa Đình ou Hát ả đào.
La pratique du Ca trù a décliné durant l'Indochine française et les guerre d'Indochine et guerre du Viêt Nam.
Avant 1945 il y avait encore de nombreux endroits où le Ca trù était joué mais le Ca Trù est alors devenu le Cô Đầu, joué par une seule femme, similaire à une geisha. Il a alors été combattu car considéré comme un symbole de la classe dirigeante.

## Description
Les groupes de Ca trù sont composés de trois personnes, une chanteuse et deux instrumentistes. La chanteuse utilise des techniques respiratoires et le vibrato pour produire des ornementations sonores uniques tout en jouant du phách, un morceau de bambou frappée avec deux morceaux de bois.
De nombreux textes de Ca trù ont été produits par les poètes Chu Mạnh Trinh, Nguyễn Công Trứ, Tú Xương, Dương Khuê et Tản Đà.
Deux instrumentistes accompagnent la chanteuse de la sonorité profonde du Đàn đáy (en), un luth à trois cordes, et du rythme énergique d'un trống chầu, un tambour d’éloge. Certaines représentations de Ca trù comprennent également de la danse.